# Chala Beyo
Chala Beyo Techo, né le 18 janvier 1996, est un athlète éthiopien, spécialiste du 3 000 mètres steeple. 

## Biographie
Il remporte la médaille d'or du 3 000 m steeple lors des championnats d'Afrique 2016, à Durban, dans le temps de 8 min 21 s 02

## Palmarès
| Date | Compétition            | Lieu             | Résultat | Épreuve     | Temps         |
| ---- | ---------------------- | ---------------- | -------- | ----------- | ------------- |
| 2014 | Championnats d'Afrique | Marrakech        | 4e       | 3 000 m st. | 8 min 40 s 02 |
| 2015 | Jeux africains         | Marrakech        | 5e       | 3 000 m st. | 8 min 28 s 03 |
| 2016 | Championnats d'Afrique | Durban           | 1er      | 3 000 m st. | 8 min 21 s 02 |
| 2018 | Ligue de diamant       | Ligue de diamant | 4e       | 3 000 m st. | 8 min 15 s 85 |
| 2019 | Ligue de diamant       | Ligue de diamant | 11e      | 3 000 m st. | 8 min 16 s 85 |
| 2019 | Championnats du monde  | Doha             |          | 3 000 m st. |               |

## Records
| Épreuve         | Temps        | Lieu  | Date         |
| --------------- | ------------ | ----- | ------------ |
| 3 000 m steeple | 8 min 6 s 48 | Rabat | 16 juin 2019 |